# Dowód Turinga
Dowód Turinga – dowód przedstawiony przez Alana Turinga w 1937 w pracy "On Computable Numbers, With an Application to the Entscheidungsproblem" pokazujący, że pewne ogólne klasy problemów są nierozstrzygalne, to znaczy nie istnieje uniwersalny algorytm rozwiązujący każdą instancje problemów z tych klas. W szczególności dowód daje negatywną odpowiedź na Entscheidungsproblem.

## Entscheidungsproblem - tło historyczne
W 1928 David Hilbert przedstawił problem decyzyjny (Entscheidungsproblem) dotyczący teorii aksjomatycznych logiki pierwszego rzędu, który można wyrazić następująco: podać algorytm rozstrzygający w skończonej liczbie kroków czy dla danego zbioru aksjomatów NT logiki pierwszego rzędu, zdanie T jest prawdziwe (czy T jest prawdziwe w każdym modelu spełniającym aksjomaty NT). Na mocy udowodnionego rok później twierdzenia Gödla o zupełności tak postawiony problem jest równoważny pytaniu czy zdanie T może zostać dedukcyjnie wyprowadzone z aksjomatów NT (patrz: dedukcja naturalna, system Hilberta). 
W 1931 Kurt Gödel pokazał, że system dowodzenia twierdzeń arytmetycznych sformalizowany w ramach Principia Mathematica nie jest zupełny i niesprzeczny. Dowód Gödla jest czysto logiczny i nie odnosi się do żadnej notacji obliczalności, w związku z tym nie implikuje bezpośrednio nierozstrzygalności w obrębie zdań systemów aksjomatycznych logiki pierwszego rzędu.
Formalnie, negatywna odpowiedź na Entscheidungsproblem pojawiła się wraz z pracą Alonzo Churcha'a w 1936 i niezależną od niej, opublikowaną rok później, wyżej wspomnianą pracą Alana Turinga. Church przedstawił dowód w ramach rozwijanego przez siebie formalizmu rachunku lambda. Turing posłużył się wprowadzoną przez siebie koncepcją maszyny Turinga. Formalizmy te, jak się okazało, są równoważne, jednak wersja dowodu przedstawiona przez Turinga zyskała większą popularność.
W 1970 roku Yuri Matiyasevich udowodnił silniejsze twierdzenie dotyczące równań diofantycznych, które m.in. implikuje wyniki Churcha i Turinga (patrz: dziesiąty problem Hilberta).

## Dowód
Dowód, że Entscheidungsproblem nie ma rozwiązania (lemat 3), stanowi wniosek w pracy Turinga wynikający z dwóch wcześniejszych lematów. Pierwszy lemat ma bliski związek z problemem stopu, drugi z twierdzeniem Rice’a.
Lemat 1 mówi, że nie istnieje maszyna Turinga, zdolna rozstrzygnąć w skończonej liczbie kroków czy dowolna maszyna Turinga jest "circle-free". Dana maszyna jest "circle-free" jeżeli nie istnieje górne, skończone ograniczenie na liczbę symboli zerowych lub niezerowych, które generuje maszyna (np. maszyna, która kończy pracę nie jest "circle-free"). 
Lemat 2 mówi, że nie istnieje maszyna Turinga, która jest w stanie rozstrzygnąć w skończonej liczbie kroków czy dana maszyna Turinga generuje kiedykolwiek określony symbol (np. symbol zerowy). Jeżeliby tak było, prowadziłoby to do sprzeczności z lematem 1. 
Lemat 3 mówi, że odpowiednio dla każdej maszyny Turinga M można skonstruować formułę Un(M) i nie istnieje ogólny, mechaniczny proces (maszyna Turinga) rozstrzygający czy Un(M) jest dowodliwe. Jeżeliby tak było, prowadziłoby to do sprzeczności z lematem 2.
Turing napisał: "Warto zaznaczyć, że to ... różni się od dobrze znanych wyników Gödla. Gödel pokazał, że (w formalizmie Principia Mathematica) istnieją twierdzenia T takie, że ani T ani ~T nie jest dowodliwe. Ja ... pokazuję, że nie istnieje ogólna (mechaniczna) metoda, która pozwala sprawdzić czy dana formuła T jest dowodliwa...".